# Garcia II van Gascogne
Garcia II Sánchez van Gascogne, bijgenaamd de Kromme, (overleden circa 930) was van 887 tot aan zijn dood hertog van Gascogne. Hij behoorde tot het huis Gascogne.

## Levensloop
Garcia II was waarschijnlijk een zoon van hertog Sancho Mittara van Gascogne. 
Rond 887 kwam hij aan de macht als hertog van Gascogne, de eerste in een reeks van hertogen die Gascogne bestuurden tot in 1032 en het hertogdom Bordeaux zich bij de staat voegde. Vanaf 904 voerde hij de titel van graaf en markgraaf tot aan de grenzen van de oceaan. 
Na de dood van Garcia rond 930 werd zijn rijk verdeeld tussen zijn drie zonen.

## Nakomelingen
Garcia II en zijn onbekend gebleven echtgenote hadden zeker zes kinderen:
- Sancho IV (overleden rond 950), hertog van Gascogne
- Willem (overleden in 960), graaf van Fézensac
- Arnold I (overleden in 960), graaf van Astarac
- Andregoto, huwde met graaf Willem van Bordeaux
- Garsinda, huwde met graaf Raymond III van Toulouse
- Acibella, huwde met Galindo II Aznárez, graaf van Aragón